# 空手道ビジネスマンクラス練馬支部
『空手道ビジネスマンクラス練馬支部』（からてどうビジネスマンクラスねりましぶ）は、夢枕獏による中編格闘小説。『小説現代』1991年2月号から1992年9月号まで連載された。1991年中は隔月、1992年に入ってからはほぼ毎月の掲載であった。単行本は雑誌掲載分の原稿に60ページ余り加筆された上で1992年12月に講談社から出版された。
1995年10月には『ビジネスマン空手道 〜お父さんの逆襲！〜』のタイトルでテレビドラマ化。NHK総合テレビで放映されている。

## 登場人物
木原正秋（きはら まさあき）
本編主人公。42歳。「ヌエ企画」という小さな会社で専務として働いているが、事実上は中間管理職程度の待遇。妻と息子がひとりいる。かつては作家になるのが夢で、今でもこっそり釣り雑誌に月1回のエッセイを連載しているが、本人は「夢は擦り切れた」と自覚している。ある日チンピラ風の男たちが空手を使う男に倒されるシーンを目撃したこと、さらにその時のチンピラの一人に後日因縁をつけられ土下座をさせられたことが重なって、フルコンタクト空手道場志誠館の年配向けコースである「ビジネスマンクラス」に入門する。
尾形信彦（おがた のぶひこ）
風貌は暴力団員風だが、まだ杯を受けていないいわゆるチンピラ。冒頭でケンカに負けたところを木原に見られ、逆恨みする。元バンタム級のボクサーだったが網膜剥離で引退せざるを得なかったという過去がある。
今江久志（いまえ ひさし）
志誠館本部所属だったが、後に木原らのビジネスマンクラス練馬支部の指導員となる。28歳。木原が偶然目撃したケンカで、チンピラ二人をまたたく間に倒している。空手になみなみならぬ情熱を持ち、全力で練習に打ち込んでいるが全国大会では思うような結果が出せず、自分には才能がないのではないかと悩んでいる。
秋葉勘九郎（あきば かんくろう）
志誠館の創始者であり、現館長。木原と同い歳の42歳だが、5歳の時ケンカデビューして以来37年間にわたって戦い続けているという現役の格闘家。かつては同作者の長編格闘小説『餓狼伝』にも登場する空手道場、北辰館に在籍していた。歴戦の強者であり、刃物を持った相手に対しても怯まないほどであるが、普段は社交的で人好きのする性格。
片山（かたやま）
志誠館練馬支部の責任者。木原が入門する直前までビジネスマンクラスの指導員も務めていたが、志誠館が新しく発行する雑誌の仕事に打ち込むため指導員を辞した。
畑中雄二（はたなか ゆうじ）
46歳。温和でどことなく人を引きつけるところがあり、ビジネスマンクラス参加者の中心的存在。
岩木満夫（いわき みつお）
35歳。腎臓病で人工透析を受けており、リハビリテーションを兼ねてビジネスマンクラスに通っている。
金丸洋介（かねまる ようすけ）
20代半ばまでは別流派で空手を習っていた経験者。一時期空手をやめていたが志誠館ビジネスマンクラスに入門し、練習を再開する。30歳をとっくに越えた社会人だが、町のケンカで高校生をぶちのめしたりする血気盛んな男。持病のある岩木が指導員である今江に組手でKOされたことに憤り、今江に実戦まがいのスパーリングを挑む。
柏木伸一郎（かしわぎ しんいちろう）
68歳で、ビジネスマンクラスの最年長。普段は落ち着いているが暗い過去の持ち主。秋葉の父とは軍隊時代の友人。
河野由美子（こうの ゆみこ）
木原と同じヌエ企画で働く29歳の女子社員。職場ではおとなしく目立たないタイプ。ふとした事から木原と関係を持つことに。

## ストーリー
厄年の妻子持ちサラリーマン木原は、ある晩たまたま空手家とチンピラ三人のケンカを目撃する。若い空手家はふたりのチンピラをあっという間に倒し、素早く走り去った。しかしつい惚れ惚れとしてその場に留まっていた木原は倒されたチンピラの一人、尾形に顔を覚えられてしまい、後日道端で殴られ、土下座までさせられる。この苦い思い出に煩わされていた木原はある日、フルコンタクト空手の志誠館練馬支部道場を訪れたのであった。
道場のドアをくぐった木原が最初に見たのは、以前彼の目の前でチンピラ二人を倒して逃げた男が道場で正座をしている姿だった。そして、男の閉じた両目からは涙が流れ出していた。その後間をおかず木原は涙を流していた若い男と、至誠館の館長である秋葉との組手を見学することになるが、木原と同い年である秋葉が若い男を倒してのけたことに感銘を受ける。
ビジネスマンクラスに入門した木原は他の道場生たちと交流を深め、みるみる上達してゆく。そんなある日、木原は同じ会社に勤務する河野由美子とふとしたことから関係を持つことになる。驚いたことに、由美子は木原が釣り雑誌に偽名で連載しているエッセイを愛読しているのだという。妻に対する罪悪感を持ちながらも由美子との関係に没頭して行く木原だったが、ふたりで夜の街を歩いていた時、木原の前に再びあのチンピラ、尾形が現れる。ケンカを売ってくる尾形に木原は習い覚えた空手の技で応戦しようとするが、初めての実戦で技が思うように出ず惨敗を喫する。
由美子がよそよそしくなったのは、木原が尾形から再び屈辱的な目にあわされた直後であった。自分がケンカに負けたからなのかと自問する木原は、燃えるような悔しさと恋心を空手の練習に打ち込むようになり、ついには一般の部の練習にも参加するようになる。そんな木原に周囲の道場生たちは好感を抱き、木原はさらに志誠館に出入りする男たちに深く関わっていくようになる。館長の秋葉と二人で飲むことになった木原は、あの若い男、今江が自分自身の才能に疑念を持っていること、さらにその今江に現役引退をほのめかしたのは他ならぬ秋葉だったということを知らされる。
その後、今江と一緒に元志誠館選手の出場するボクシングの試合を観に行った木原は、客席に尾形がいるのを発見する。尾形は元プロボクサー志望で、今江の後輩の対戦相手は尾形のジムの後輩だったのである。尾形に見られたらまた面倒なことになると心配する木原であったが、案の定尾形は帰り際に今江と木原を見つけてまたもや因縁をつける。その場では何もなかったものの、数日後今江はビジネスマンクラスの指導を無断欠勤した。何が起こっているのかと怪しむ道場生たちであったが、木原にはその原因は明白であった。
ボクサー時代の尾形を知る行きつけのバーのママ、真理子を通じて木原は新宿御苑に呼び出された今江に追いつく。しかし相手は尾形に加えてチンピラらしき男たちが5人、それもうち一人は日本刀まで持っていた。絶体絶命の木原と今江だったが、木原の身を案じた真理子から電話を受けた志誠館館長、秋葉が駆けつけて乱入し、瞬く間に4人を地に這わせた。まだ戦う構えの尾形たちであったが、遅れて駆けつけてきたビジネスマンクラス最年長の老人、柏木の姿を見て血相を変える。なんと柏木は暴力団組織柏木組の元組長だったのだ。その場は丸く治まったものの、元ヤクザということがわかってしまった以上これからも一緒に練習に参加するわけにはいかないと言い、柏木はビジネスマンクラスから姿を消す。
事件の後、今江に変化があった。明らかに強くなっているのである。木原は、日本刀を相手に戦う決意をした瞬間に今江の中で何かが変わったのだと信じて疑わなかった。やがて行われた志誠館の全国トーナメントで、今江は前年度優勝者の相羽堅二を一回戦で破るという大番狂わせを見せ、三位入賞を果たす。今江の出した成果を我がことのように喜ぶビジネスマンクラスの面々がそこにいた。
木原の中でも変化が起こっていた。まず長年勤めたヌエ企画を辞めること。それと同時に、釣り雑誌に連載していたエッセイを終了させること。そして、友人の勧めてくれた仕事に就かずに、かつての夢であった作家への道を再び志すことを決意したのだった。そんなとき、木原の前にまたもやあの尾形が現れた。やはりからんできた尾形を連れ、木原は再び新宿御苑に向かう。一対一の戦いで木原は次第に尾形を圧倒し、ついには勝利するが、心中は複雑であった。興奮が冷めてみると誰にも勝った気がせず、傷ついて去って行った尾形がまるで自分の分身のように思えるのであった。

## 志誠館について
作中では、館長の秋葉勘九郎はかつて14年間にわたって北辰会館（志誠館と同じく架空の空手流派）に在籍していたが離脱し、自流派である志誠館を開いた。その原因は北辰館の試合ルールが体重無差別かつ顔面攻撃なしだったからであり、顔面攻撃が許されないルールでは空手の伝統技術の一部が廃れるだけでなく、体重で大きく勝る相手に勝利することが難しくなるという主張によるものである。その結果、志誠館では拳サポーターとセーフガードを着用、顔面攻撃ありというルールで試合が行われている。
ちなみに北辰館は夢枕獏の長編格闘小説『餓狼伝』にも登場する空手流派であり、その全国トーナメントでは志誠館から片岡輝夫という選手が出場予定になっていたが、直前に試合ルールを改変したことを不満に出場を取り止めている。片岡は本編小説には登場せず、名前のみの存在であったが、その後板垣恵介による漫画版『餓狼伝』に登場した。流派の名前と姓名こそ同じなものの、同漫画の志誠館は身体を極限まで鍛え上げる人間凶器集団などと呼ばれており、原作とは趣を別にしている。

## 書誌
- 講談社（単行本） 1992年12月 ISBN 978-4062061094
- 講談社ノベルス 1994年12月 ISBN 978-4061818118
- 講談社文庫 1995年11月 ISBN 978-4062631129

## テレビドラマ
タイトルは『ビジネスマン空手道 〜お父さんの逆襲！〜』。1995年10月10日、放送。
藤岡弘、は、大和武士との立ち回りで元プロボクサーである相手のパワーを実感するとともに、自身もまだ衰えていないという手応えを得たと述懐している。

### 出演
- 木原正秋：奥田瑛二[2]
- 原田美枝子
- 秋葉勘九郎：藤岡弘、
- 今江久志：大和武士
- 尾形信彦：趙方豪
- 柏木伸一郎：高松英郎
- 嶋田久作
- 笹野高史
- 小倉久寛
- うじきつよし
- 斉藤暁
- 保積ペペ
- 竹田団吾
- 矢原将宗
- 早乙女愛
- 大杉漣
- 輪島功一
- 生島ヒロシ
- 中原丈雄
- 河西健司
- 根本和史
- 郷田ほづみ
- 飯島大介
- 河原崎建三
- 青沼神対馬

### スタッフ
- 脚本：松原敏春
- 主な演出：鈴木圭
- 原作：夢枕獏「空手道ビジネスマンクラス練馬支部」
- 制作・制作統括：河合淳志
- 音楽：OTO
- 撮影技術：石川一彦、（技術・皿井良雄）（照明・大沼雄次）
- 美術：岡島太郎